# Cranioleuca hellmayri
El curutié de Santa Marta (Cranioleuca hellmayri), también denominado curutié capotado, chamicero coronado o rastrojero coronado (en Colombia) o güitío cabecirrayado (en Venezuela), es una especie de ave paseriforme de la familia Furnariidae perteneciente al numeroso género Cranioleuca. Es endémica de la Sierra Nevada de Santa Marta, en Colombia.

## Distribución y hábitat
Se encuentra en la Sierra Nevada de Santa Marta, en el norte de Colombia, y un espécimen ha sido colectado en la Serranía del Perijá en el extremo noroeste de Venezuela.
Esta especie es considerada común en su hábitat natural: el sub-dosel y los bordes de selvas húmedas montanas, donde se encuentra entre los 1300 a 3000 m de altitud.

## Descripción
Mide 14 a 15 cm de longitud y pesa entre 14 y 16 g. Presenta el píleo de color castaño rufo con pintas negras, superciliar tenue blancuzco, iris amarillo blancuzco, mejillas gris oliváceo con pintas oscuras; plumaje del dorso marrón oliváceo; alas y cola color castaño rufo ferruginoso; garganta blanca grisácea; vientre gris ahumado.

## Sistemática

### Descripción original
La especie C. hellmayri fue descrita por primera vez por el ornitólogo estadounidense Outram Bangs en 1907 bajo el nombre científico Siptornis hellmayri; la localidad tipo es: «Páramo de Macotama, 11.000 pies [c. 3350 m], Sierra Nevada de Santa Marta, Colombia».

### Etimología
El nombre genérico femenino «Cranioleuca» se compone de las palabras griegas «κρανιον kranion»: cráneo, cabeza, y «λευκος leukos»: blanco, en referencia a la corona blanca de la especie tipo: Cranioleuca albiceps; y el nombre de la especie «hellmayri», conmemora al ornitólogo austríaco Carl Eduard Hellmayr (1878–1944).

### Taxonomía
Los datos filogenéticos indican que la presente especie es pariente más próxima de Cranioleuca subcristata y C. semicinerea, y que las tres forman un grupo hermanado con C. demissa. Es monotípica.